# 1999-es Formula–1 európai nagydíj
Az 1999-es Formula–1 világbajnokság tizennegyedik futama az európai nagydíj volt. 1999. szeptember 26-án rendezték a németországi Nürburgringen. A 66 körös versenyt Johnny Herbert nyerte, Jarno Trulli és Rubens Barrichello előtt.
A verseny híres, mint a legizgalmasabb és a legeseménydúsabb a szezonban. A futamra Mika Häkkinen, Eddie Irvine, Heinz-Harald Frentzen és David Coulthard is úgy érkeztek, mint világbajnok-aspiránsok. Häkkinen és Irvine pontegyenlőséggel álltak az élen, Frentzen 10 ponttal mögöttük, Coulthard pedig tizenkettővel. Az előző versenyen Häkkinen az élről pördült ki, Coulthard ötödik és hatodik lett, Frentzen pedig második győzelmét aratta.
Számos kiesés történt, Marc Gené hatodik helyével négy év, az 1995-ös ausztrál nagydíj után szerzett újra pontot a Minardi csapatnak. A dobogó is furcsa lett, ugyanis az első és harmadik helyen egy Stewart-Ford, a másodikon pedig egy Prost-Peugeot állt. A verseny után Häkkinen két pont előnyre tett szert a bajnokságban, a McLaren pedig ellépett a konstruktőrök között. Ez volt Herbert harmadik és utolsó győzelme, a Stewart csapat egyetlen győzelme és egyetlen kettős dobogója. Ez volt a 2003-as ausztrál nagydíjig az utolsó verseny, ahol egyik Ferrari sem tudott pontot szerezni.
A futamot hazánkban az MTV1 élőben közvetítette, az M4 Sport 2020. május 3-án teljes egészében megismételte.

## Időmérő edzés
Az első szabadedzés száraz körülmények között zajlott pénteken és szombaton, de a szombat délutáni időmérő edzésen már nedves körülmények voltak, a pár órával korábban esett eső miatt. Emiatt a pálya hőmérséklete is jócskán visszaesett. Frentzen megszerezte az idénybeli második pole pozícióját a Jordannel, mégis elégedetlen volt, mert úgy érezte, lehetett volna gyorsabb is. Nála alig egytizeddel lassabb volt Coulthard, aki mellőle indulhatott az első sorból.
| Pozíció               | Rajtszám | Pilóta                | Csapat             | Idő      | Különbség |
| --------------------- | -------- | --------------------- | ------------------ | -------- | --------- |
| 1                     | 8        | Heinz-Harald Frentzen | Jordan-Mugen-Honda | 1:19.910 |           |
| 2                     | 2        | David Coulthard       | McLaren-Mercedes   | 1:20.176 | +0.266    |
| 3                     | 1        | Mika Häkkinen         | McLaren-Mercedes   | 1:20.376 | +0.466    |
| 4                     | 6        | Ralf Schumacher       | Williams-Supertec  | 1:20.444 | +0.534    |
| 5                     | 18       | Olivier Panis         | Prost-Peugeot      | 1:20.638 | +0.728    |
| 6                     | 9        | Giancarlo Fisichella  | Benetton-Playlife  | 1:20.781 | +0.871    |
| 7                     | 7        | Damon Hill            | Jordan-Mugen-Honda | 1:20.818 | +0.908    |
| 8                     | 22       | Jacques Villeneuve    | BAR-Supertec       | 1:20.825 | +0.915    |
| 9                     | 4        | Eddie Irvine          | Ferrari            | 1:20.842 | +0.932    |
| 10                    | 19       | Jarno Trulli          | Prost-Peugeot      | 1:20.965 | +1.055    |
| 11                    | 10       | Alexander Wurz        | Benetton-Playlife  | 1:21.144 | +1.234    |
| 12                    | 3        | Mika Salo             | Ferrari            | 1:21.314 | +1.404    |
| 13                    | 12       | Pedro Diniz           | Sauber-Petronas    | 1:21.345 | +1.435    |
| 14                    | 17       | Johnny Herbert        | Stewart-Ford       | 1:21.379 | +1.469    |
| 15                    | 16       | Rubens Barrichello    | Stewart-Ford       | 1:21.490 | +1.580    |
| 16                    | 11       | Jean Alesi            | Sauber-Petronas    | 1:21.634 | +1.724    |
| 17                    | 23       | Ricardo Zonta         | BAR-Supertec       | 1:22.267 | +2.357    |
| 18                    | 5        | Alessandro Zanardi    | Williams-Supertec  | 1:22.284 | +2.374    |
| 19                    | 20       | Luca Badoer           | Minardi-Ford       | 1:22.631 | +2.721    |
| 20                    | 21       | Marc Gené             | Minardi-Ford       | 1:22.760 | +2.850    |
| 21                    | 15       | Takagi Toranoszuke    | Arrows             | 1:23.401 | +3.491    |
| 22                    | 14       | Pedro de la Rosa      | Arrows             | 1:23.698 | +3.788    |
| 107%-os idő: 1:25.504 |          |                       |                    |          |           |

## Futam
A futam száraz pályán indult, de a felvezető kört meg kellett ismételni, mert Gené és Zanardi nem megfelelően álltak be. Az első öt helyezett erről csak késve értesült, így ők kiugrottak a rajtnál, de ezért nem kaptak büntetést. Mikor a verseny végre elindult, Frentzen volt az élen, mögötte Häkkinen, az első kanyarban viszont Hill Jordanje megadta magát a forgalom kellős közepén. Ennek következtében Wurz megtorpedózta Diniz autóját, ami hatalmasat pördült. Beküldték a biztonsági autót, Diniz pedig szerencsére saját lábán távozott – mint utóbb kiderült, szerencséje volt, ugyanis az autója fejreállt, a bukókeret pedig, aminek épp az ilyen eseteket kellene megelőznie, megsemmisült. 
Az első hat sorrendje sokáig Frentzen, Häkkinen, Coulthard, Ralf Schumacher, Fisichella és Irvine volt. A 17. körben aztán egy leszorító manőverrel Irvine megelőzte Fisichellát. Hátrébb Zanardi a 11. körben kényszerült kiállni, miután a Diniz-balesetben az ő autója is megsérült, a motor pedig megadta magát. Nem sokkal később az eső elkezdett esni, Ralf Schumacher ezt kihasználva gyorsan megelőzte Coulthardot. A 20. körben Häkkinen vizes gumikra váltott, ami korai volt, ugyanis az eső elállt, a pálya pedig felszáradt. A következő körben Irvine is kijött, de a boxkiállását a szerelők elrontották, ugyanis száraz gumikat kapott, de a szerelők ezzel nem voltak tisztában. Ráadásul az előző körben a csapattárs Mika Salo járt a boxutcában a megsérült első szárnyával, így nem tudtak megfelelően felkészülni. A 24. körben a többieknél 7 másodperccel lassabb időt autózó Häkkinent végül Irvine is megelőzte, és a 13. helyre esett vissza. Kénytelen volt kiállni gumit cserélni, ám mire visszaért, már Fisichella is lekörözte.
Ralf Schumacher a 27. körben állt ki, így most Frentzen és Coulthard álltak az élen. Mindketten egyszerre álltak ki a 32. körben, pozíciójuk változatlan volt, és kényelmesen értek vissza Schumacher elé. Ha ekkor intették volna le a futamot, hármas pontegyenlőség alakult volna ki a világbajnokság élén, Frentzen érkezésével, Coulthard pedig 6 ponttal állt volna csak mögöttük.
Csakhogy nem sokkal ezután Frentzen kiesett, méghozzá ugyanazzal az elektronikai problémával, mint csapattársa az első körben. Coulthard átvette a vezetést, de ekkor az eső újra elkezdett esni. Nem volt hajlandó kiállni esőgumikért, aminek a 38. körben lett meg a böjtje, amikor is kicsúszott a száraz pályás gumijaival és ő is kiesett. Ralf Schumacher vette át a vezetést, majd amikor ő kiállt a boxba, Fisichella. Ekkor az eső ismét elállt, Herbert pedig, aki éppen a megfelelő időben állt ki esőgumikért, egyre feljebb jött a mezőnyben. Fékhiba miatt Salo is feladni kényszerült a versenyt.
A 49. körben Fisichella is kicsúszott, ugyanúgy, mint Coulthard. Így Ralf Schumacher örökölte meg a vezető pozíciót, de ez sem tartott sokáig, mert jobb hátsó defektet kapott – így került Herbert az élre. A Minardik is kihasználták a zavaros körülményeket: Badoer már a negyedik, Gené a hetedik volt. 13 körrel a vége előtt azonban a fantasztikus teljesítménnyel autózó Badoer autója váltóproblémák miatt megállt, az élete első pontszerzésére készülő versenyző pedig sírva szállt ki az autóból. Kiesésének köszönhetően Gené került a pontszerzők közé, mindjárt az ötödik helyre, mert Villeneuve is kiesett. Irvine és Häkkinen nagy csatát folytattak a pontot jelentő hatodik helyért, melyet végül a finn szerzett meg, Az élen Barrichello mindent megtett, hogy megelőzze a második Trullit, sikertelenül, de a harmadik helyet így is megszerezte. Häkkinen végül az 5. helyre jött fel, megelőzve Genét, aki a pontszerző 6. helyen ért célba. Ez Irvine számára végül a világbajnoki címbe került, ugyanis ha meg tudta volna előzni Genét, 1 pontot szerezve az év végén világbajnok lehetett volna.
| Hely    | Rsz. | Versenyző             | Csapat             | Körök | Idő/Kiesések | Rajthely | Pontok |
| ------- | ---- | --------------------- | ------------------ | ----- | ------------ | -------- | ------ |
| 1       | 17   | Johnny Herbert        | Stewart-Ford       | 66    | 1:41:54,314  | 14       | 10     |
| 2       | 19   | Jarno Trulli          | Prost-Peugeot      | 66    | +22,619      | 10       | 6      |
| 3       | 16   | Rubens Barrichello    | Stewart-Ford       | 66    | +22,866      | 15       | 4      |
| 4       | 6    | Ralf Schumacher       | Williams-Supertec  | 66    | +39,508      | 4        | 3      |
| 5       | 1    | Mika Häkkinen         | McLaren-Mercedes   | 66    | +1:02,950    | 3        | 2      |
| 6       | 21   | Marc Gené             | Minardi-Ford       | 66    | +1:05,154    | 20       | 1      |
| 7       | 4    | Eddie Irvine          | Ferrari            | 66    | +1:06,683    | 9        |        |
| 8       | 23   | Ricardo Zonta         | BAR-Supertec       | 65    | +1 kör       | 17       |        |
| 9       | 18   | Olivier Panis         | Prost-Peugeot      | 65    | +1 kör       | 5        |        |
| 10      | 22   | Jacques Villeneuve    | BAR-Supertec       | 61    | Kuplung      | 8        |        |
| Kiesett | 20   | Luca Badoer           | Minardi-Ford       | 53    | Váltó        | 19       |        |
| Kiesett | 14   | Pedro de la Rosa      | Arrows             | 52    | Váltó        | 22       |        |
| Kiesett | 9    | Giancarlo Fisichella  | Benetton-Playlife  | 48    | Kicsúszás    | 6        |        |
| Kiesett | 3    | Mika Salo             | Ferrari            | 44    | Fékek        | 12       |        |
| Kiesett | 15   | Takagi Toranoszuke    | Arrows             | 42    | Kicsúszás    | 21       |        |
| Kiesett | 2    | David Coulthard       | McLaren-Mercedes   | 37    | Kicsúszás    | 2        |        |
| Kiesett | 11   | Jean Alesi            | Sauber-Petronas    | 35    | Féltengely   | 16       |        |
| Kiesett | 8    | Heinz-Harald Frentzen | Jordan-Mugen-Honda | 32    | Elektronika  | 1        |        |
| Kiesett | 5    | Alessandro Zanardi    | Williams-Supertec  | 10    | Ütközés      | 18       |        |
| Kiesett | 7    | Damon Hill            | Jordan-Mugen-Honda | 0     | Elektronika  | 7        |        |
| Kiesett | 10   | Alexander Wurz        | Benetton-Playlife  | 0     | Ütközés      | 11       |        |
| Kiesett | 12   | Pedro Diniz           | Sauber-Petronas    | 0     | Ütközés      | 13       |        |

## A világbajnokság élmezőnyének állása a verseny után
| H  | Versenyzők            | Pont | H  | Konstruktőrök      | Pont |
| -- | --------------------- | ---- | -- | ------------------ | ---- |
| 1. | Mika Häkkinen         | 62   | 1. | McLaren-Mercedes   | 110  |
| 2. | Eddie Irvine          | 60   | 2. | Ferrari            | 102  |
| 3. | Heinz-Harald Frentzen | 50   | 3. | Jordan-Mugen-Honda | 57   |
| 4. | David Coulthard       | 48   | 4. | Williams-Supertec  | 33   |
| 5. | Ralf Schumacher       | 33   | 5. | Stewart-Ford       | 31   |

## Statisztikák
Vezető helyen:
- Heinz-Harald Frentzen: 32 (1-32)
- David Coulthard: 5 (33-37)
- Ralf Schumacher: 8 (38-44 / 49)
- Giancarlo Fisichella: 4 (45-48)
- Johnny Herbert: 16 (50-66)

Johnny Herbert 3. győzelme, Heinz-Harald Frentzen 2. pole-pozíciója, Mika Häkkinen 13. leggyorsabb köre.
- Stewart 1. győzelme.